# Rifugio Krnica
Il rifugio Krnica (in sloveno: Koča v Krnici) è un rifugio situato nel comune di Kranjska Gora in Slovenia, a 1.113 m s.l.m.. 

## Storia
La prima costruzione risale al 1933, a seguito di una decisione maturata il 13 marzo 1932 dalla sezione alpina di Kranjska Gora. Successivamente alla seconda guerra mondiale è stata più volte ristrutturata, fino all'ultima modernizzazione che risale al 1987.

## Descrizione
È al riparo dalle valanghe ed è il punto di partenza per sentieri  in alta montagna, oltre che per lo sci.

## Galleria d'immagini

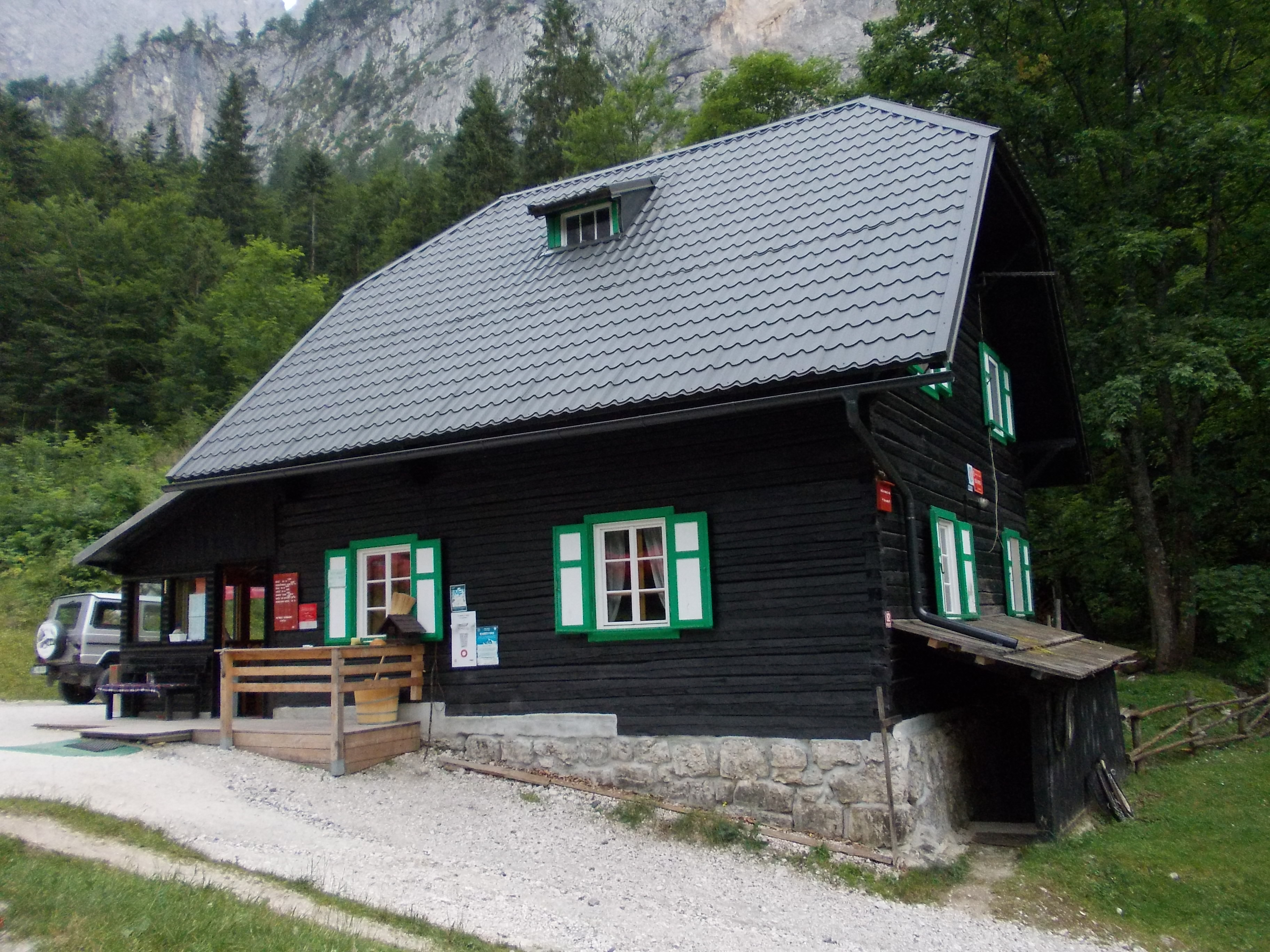
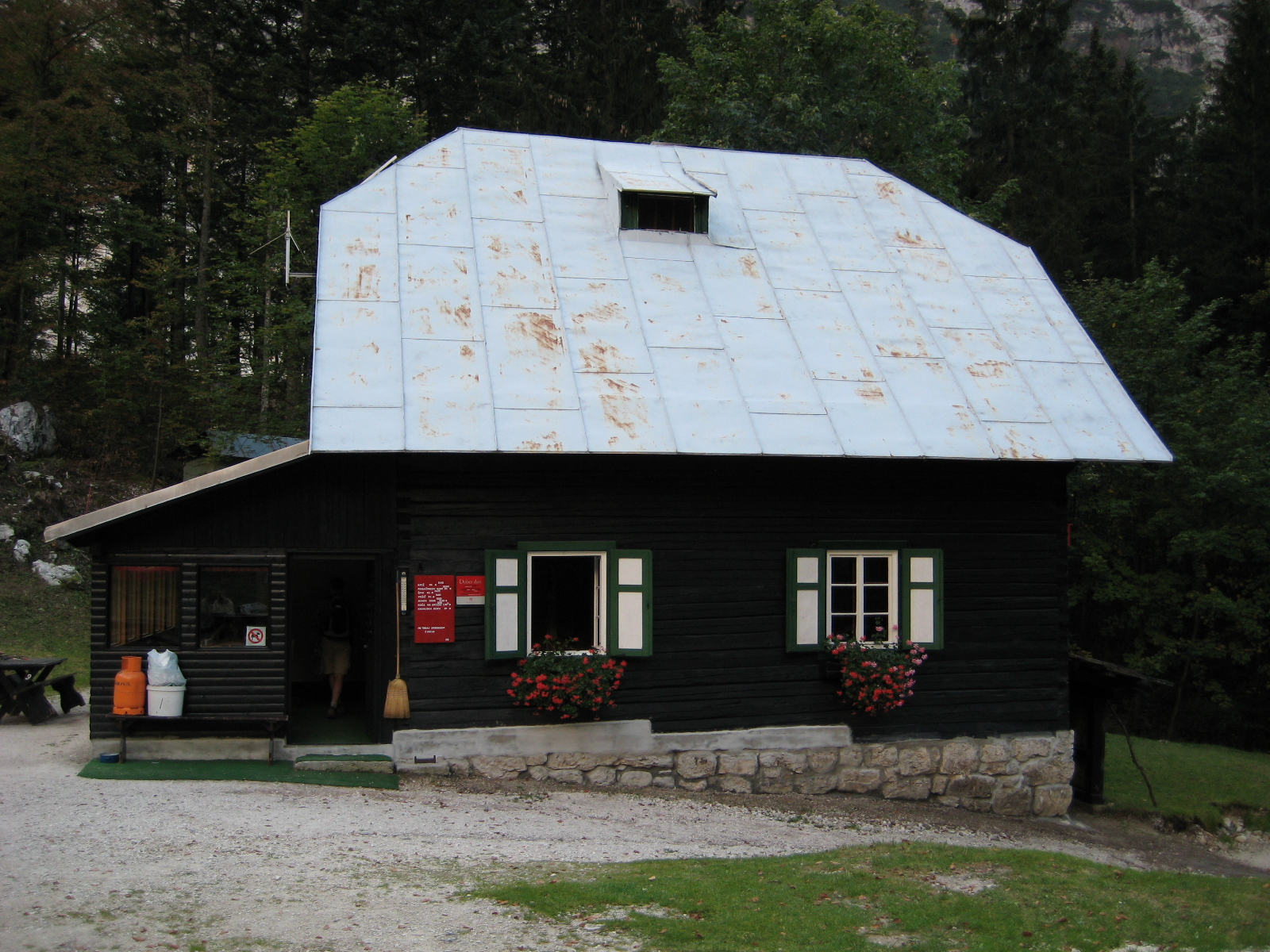
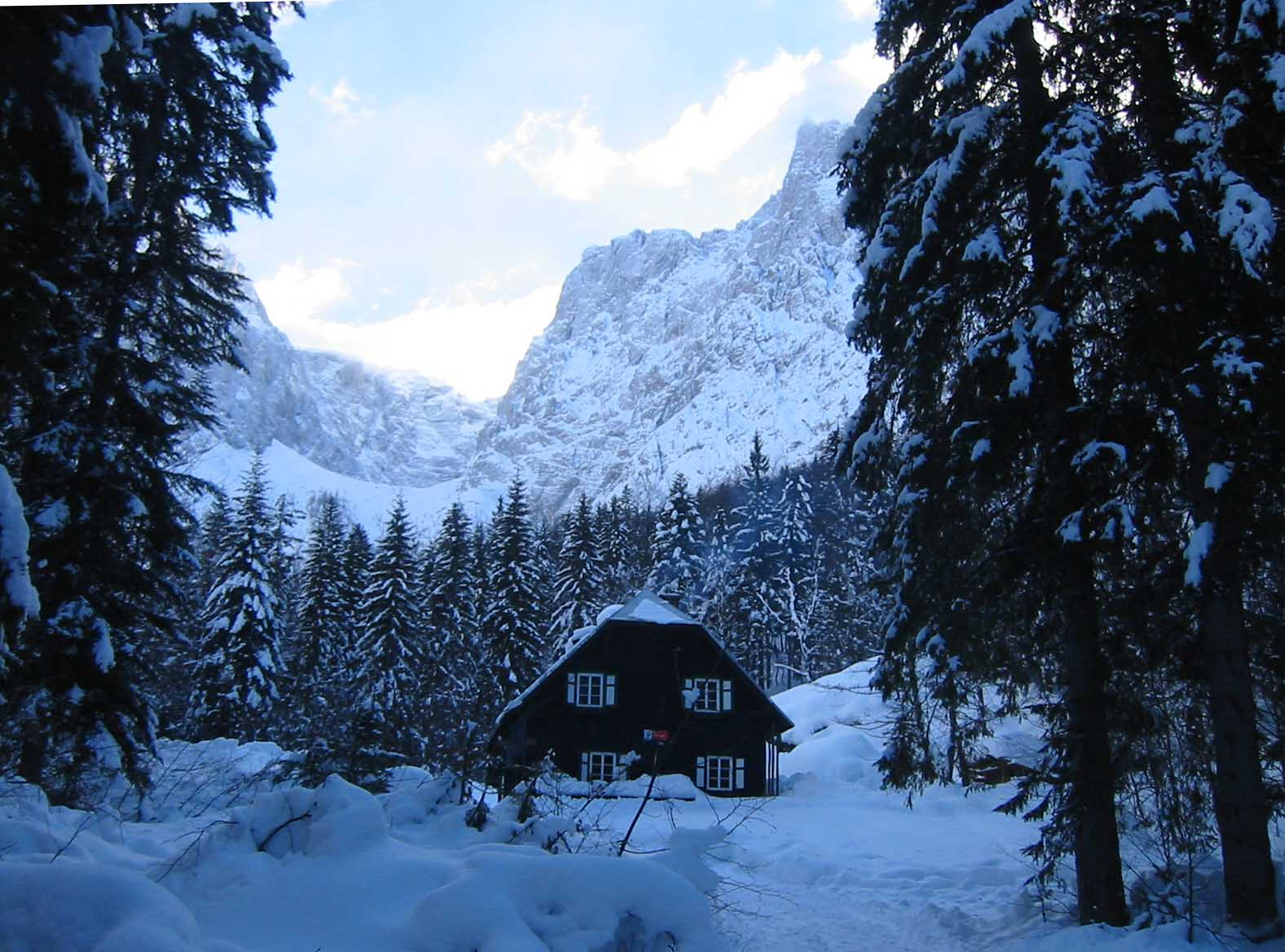